# Schockgüter
Die Alm der Schockgüter liegt in der Marktgemeinde Bad Hofgastein im österreichischen Bundesland Salzburg.

## Lage und Charakteristik
Die Alm befindet sich im Angertal an den südöstlichen Berghängen des Lungkogels in der Goldberggruppe. Sie gehört zur Ortschaft Anger und zur Katastralgemeinde Vorderschneeberg. Bei den Schockgütern mündet der Lafenbach in den Angerbach.

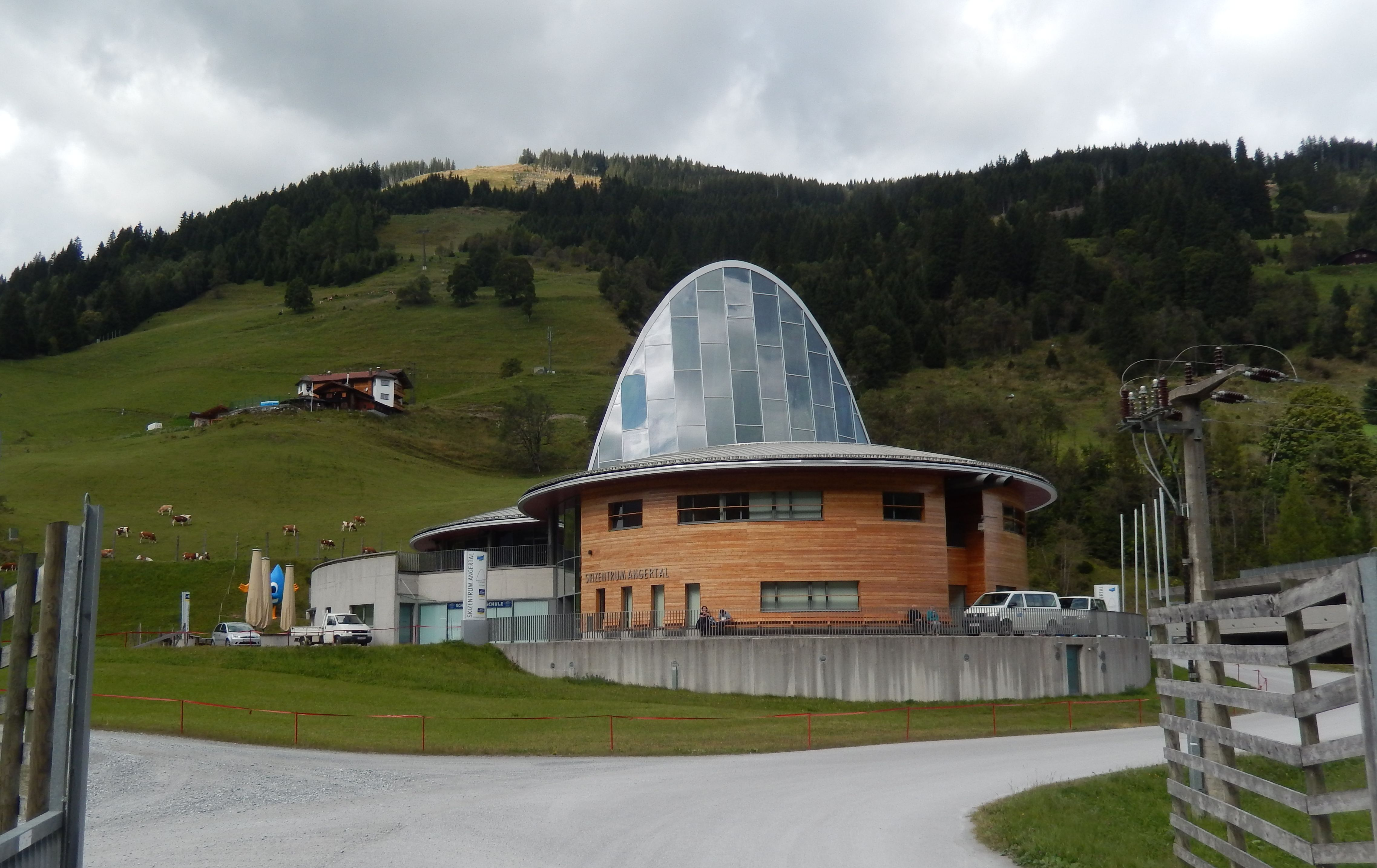
Skizentrum Angertal mit der Alm der Schockgüter im Hintergrund

Die Angerblick-Hütte steht auf einer Höhe von 1227 m ü. A. Es handelt sich um einen Gastronomiebetrieb, der ganzjährig geöffnet hat. Im Winter verlaufen bei den Schockgütern Schipisten, die über die Kabinenbahn Kaserebenbahn und den Schlepplift Judaulift erschlossen sind.

## Geschichte
Im von 1823 bis 1830 erstellten Franziszeischen Kataster sind die benachbarten Höfe Schockgut und Forsteben verzeichnet. Das Schockgut wurde abgerissen und an seiner Stelle 2016 die Angerblick-Hütte erbaut. Dabei wurde Altholz aus dem abgetragenen Schockgut wiederverwendet. Das Forstebengut wurde später als Felding-Schock im Anger bezeichnet und gehörte zum Feldingbauer in Heißingfelding. Es wurde 2011 abgetragen und neu errichtet.